# Истомин, Фёдор Михайлович
Фёдор Михайлович Истомин (31 мая 1856, Архангельск — 1919) — русский этнограф.
Окончил историко-филологический факультет Санкт-Петербургского университета. С 1883 секретарь этнографического отдела Географического общества. Участвовал в этнографических экспедициях в Архангельскую и Олонецкую губернии (1884, вместе с Г. О. Дютшем), в Печорский край (1889 и 1890), в 1886 и 1893 — в экспедиции, отправленной на средства Императора для сбора народных песен в северных губерниях.
Напечатал:
- «Тоническая теория в славянском народном творчестве» («Сборник статей учеников В. Ламанского», 1883);
- «Поездка в Печорский край» («Известия Географического общества», 1890);
- «Этнографическое изучение Печорского края» («Труды VIII съезда естествоиспытателей», отд. VIII, СПб., 1890);
- «О религиозном состоянии Печорского края» («Церковные ведомости», 1890—1891);
- «Причитанья и плачи Олонецкой и Архангельской губернии» («Живая старина», 1892);
- «Песни русского народа, собранные в губерниях Архангельской и Олонецкой» (записали: слова — Ф. Истомин, напевы — Г. Дютш, СПб., 1894).